# 城区街道 (宁安市)
城区街道，是中华人民共和国黑龙江省牡丹江市寧安市下辖的一个乡镇级行政单位。

## 行政区划
城区街道下辖以下地区：
文庙社区、东关社区、乐园社区、西关社区、虹桥社区和铁工社区。